# وحدة طبقية

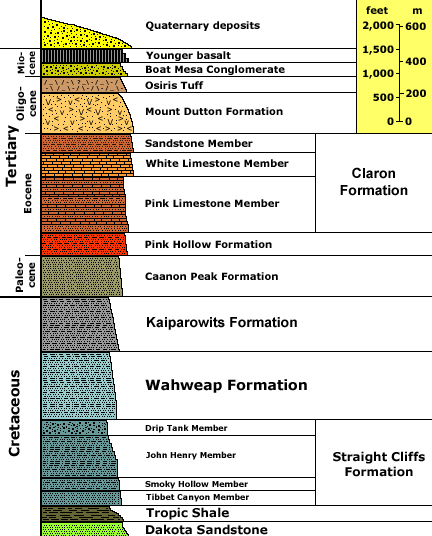

في الجيولوجيا وعلم وصف طبقات الأرض، الوحدة الطبقية أو وحدة الطبقات الصخرية (بالإنجليزية: Stratigraphic unit)‏، هي مقدار حجم الصخور التي يمكن تحديدها وتحديد المجموعة العمرية النسبية لها والسمات المميزة والمهيمنة والتي يسهل من خلالها تحديدها والتعرف عليها.

## روابط خارجية
- International Commission on Stratigraphy Stratigraphic Guide